# Вильдберг (Цюрих)
Вильдберг (нем. Wildberg ZH) — коммуна в Швейцарии, в кантоне Цюрих.
Входит в состав округа Пфеффикон. Население составляет 898 человек (на 31 декабря 2007 года). Официальный код — 0182.